# Zmotiče
Zmotiče (nemško Sigmontitsch) je naselje v Občini Bekštanj v Okraju Beljak-dežela na Koroškem v Avstriji.